# Contea di Yeongyang
La contea di Yeongyang (Yeongyang-gun; 영양군; 英陽郡) è una delle suddivisioni della provincia sudcoreana del Nord Gyeongsang.